# Ludwig Edelstein
Ludwig Edelstein, né le 23 avril 1902 à Berlin, en royaume de Prusse et mort le 16 août 1965 à New York, aux États-Unis, est un universitaire, professeur de philosophie et historien de la médecine.

## Vie personnelle et carrière
Ludwig Edelstein naît à Berlin, en royaume de Prusse, fils d'Isidor et Mathilde Adler Edelstein. Il fréquente l'Université de Berlin de 1921 à 1924 et obtient son doctorat. à l'Université de Heidelberg en 1929. Il se marie à Emma J. Levy le 25 octobre 1928.
Parce que lui et sa femme sont juifs, Ludwig Edelstein perd son poste universitaire et doit fuir l'Allemagne en 1933 à l'arrivée des nazis au pouvoir,. À son arrivée aux États-Unis en 1934, il prend un poste à l'Université Johns Hopkins. Par la suite, il enseigné à l'Université de Washington et à l'Université de Californie à Berkeley, dont il préfère démissionner plutôt que de signer le serment de loyauté prévu par le Levering Act. Il retourne ensuite à Johns Hopkins, où il occupe des postes à l'université en philosophie et à l'École de médecine en histoire de la médecine. À l'université, il enseigne la philosophie grecque antique dans le cadre de séminaires et de cours de premier cycle et des cycles supérieurs.
La traduction et le commentaire d'Edelstein de 1943 sur le serment d'Hippocrate influence la réflexion contemporaine sur l'éthique médicale,. C'est un professeur inspirant et apprécié. Plusieurs de ses étudiants à Hopkins deviennent des chercheurs universitaires accomplis. Il prend sa retraite de Hopkins et passe ses dernières années à l'institut Rockefeller de New York lorsque l'établissement passe d'un institut de recherche médicale à une université scientifique. Il est élu à l'American Philosophical Society en 1954.

## Œuvres
- The Hippocratic Oath: Text, Translation, Interpretation (« Le Serment d'Hippocrate : texte, traduction, interprétation »), 1943[4]
- Asclepius: Collection and Interpretation of the Testimonies (« Asclépios : Recueil et interprétation des témoignages »), 1945, avec Emma J. Edelstein[6]
- Wielands "Abderiten" et der Deutsche Humanismus (« Les "Abdéritains" de Wiedland et l'humanisme allemand »), 1950
- Plato's Seventh Letter (« La Septième lettre de Platon »), 1966[7]
- The Idea of Progress in Classical Antiquity (« L'Idée de progrès dans l'Antiquité classique »), 1967[8]
- The Meaning of Stoicism (« Le Sens du stoïcisme »), 1968, Martin Classical Lectures Volume XXI[9]
- Ancient Medicine: Selected Papers of Ludwig Edelstein (« Médecine ancienne : articles sélectionnés de Ludwig Edelstein »), 1967, édité par Owsei Temkin et C. Lilian Temkin[10]
- Posidonius: Volume I: The Fragments (« Posidonios : Volume I : Fragments »), 1972, éditeur avec Ian G. Kidd[11]